# Bouy-Luxembourg
 Bouy-Luxembourg  là một xã ở tỉnh Aube, thuộc vùng Grand Est ở phía bắc miền trung nước Pháp.